# Schweizer Beachhandball-Nationalmannschaft der Frauen
Die Schweizer Beachhandball-Nationalmannschaft der Frauen repräsentiert den Handball-Verband der Schweiz als Auswahlmannschaft auf internationaler Ebene bei Länderspielen im Beachhandball gegen Mannschaften anderer nationaler Verbände.
Das männliche Pendant ist die Schweizer Beachhandball-Nationalmannschaft der Männer, als Unterbau fungiert die Schweizer Beachhandball-Nationalmannschaft der Juniorinnen.

## Geschichte

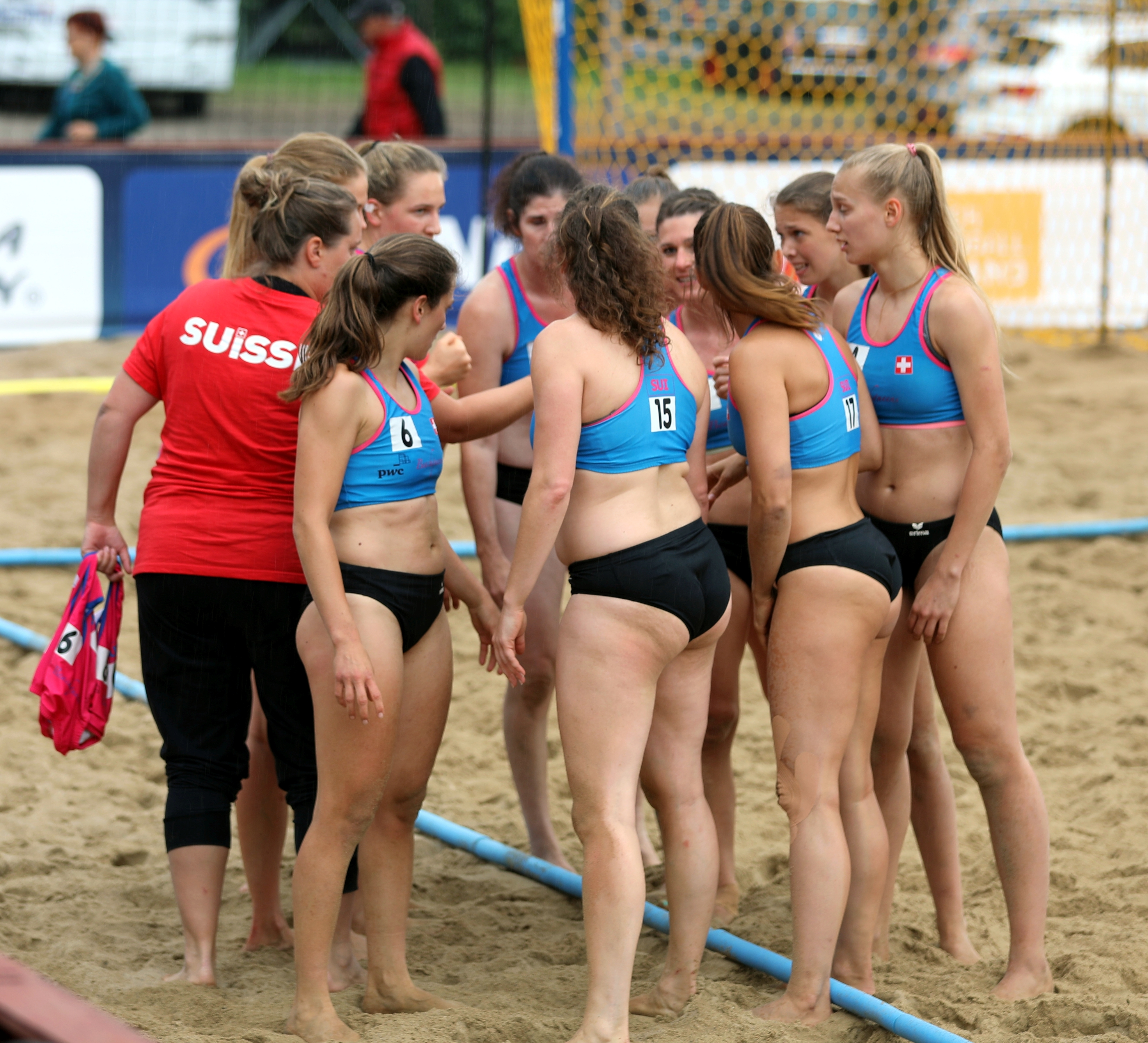
Die Schweizer Nationalmannschaft während einer Auszeit im Platzierungsspiel gegen Frankreich bei der EM 2019

Die Schweiz gehört nicht zu den Ländern mit den ganz früh aufgestellten Beachhandball-Nationalmannschaften in Europa, nahm aber schon relativ früh das erste Mal und seitdem auch weitestgehend konstant an den Europameisterschaften teil. Obwohl die Schweiz auf Vereinsebene etwa mit den Playadettes & Playacanteras und den Beachqueens international durchaus erfolgreich war, konnte die Nationalmannschaft bislang nie über hintere Ränge hinaus greifen. 2004 und 2017 belegte die Mannschaft den letzten, 2006, 2007 und 2011 den vorletzten, 2009 und 2013 den drittletzten sowie 2015 und 2019 den viertletzten Platz. Die Teilnahme an der durch die COVID-19-Pandemie eingeschränkten EM 2021 wurde vor der Austragung abgesagt. In der Qualifikation für die EM 2023, für die erstmals mit der EHF Championship 2022 in Prag eine Vorqualifikation durchgeführt wurde, konnte sich die Schweiz als einzige Mannschaft neben den Gastgeberinnen nicht qualifizieren.
Die Qualifikation für ein Turnier über die Europameisterschaften hinaus ist der Schweizer Frauen-Nationalmannschaft bislang noch nicht gelungen.

## Teilnahmen
| World Games - 2001: nicht eingeladen - 2005: nicht eingeladen - 2009: nicht qualifiziert - 2013: nicht qualifiziert - 2017: nicht qualifiziert - 2022: nicht qualifiziert World Beach Games - 2019: nicht qualifiziert - 2023: | Weltmeisterschaften - 2001: ausgefallen - 2004: nicht qualifiziert - 2006: nicht qualifiziert - 2008: nicht qualifiziert - 2010: nicht qualifiziert - 2012: nicht qualifiziert - 2014: nicht qualifiziert - 2016: nicht qualifiziert - 2018: nicht qualifiziert - 2020: nicht qualifiziert, ausgefallen - 2022: nicht qualifiziert | Europameisterschaften - 2000: nicht teilgenommen - 2002: nicht teilgenommen - 2004: 14. - 2006: 13. - 2007: 17. - 2009: 8. - 2011: 13. - 2013: 10. - 2015: 10. - 2017: 15. - 2019: 16. - 2021: zurück gezogen - 2023: nicht qualifiziert | Europaspiele - 2023: EHF Championship - 2022: 10. Global Tour - 2022: nicht eingeladen |

- EM 2004: Kader derzeit nicht bekannt
- EM 2006: Luzia Betschart • Angelica Bucher • Georgia Bucher • Nicole Fähndrich • Martina Gisler • Carmen Gremminger • Ursula Käppeli • Martina Lustenberger • Conny Meyer • Jacqueline Ruesch[8]
- EM 2007: Andrea Eggimann • Michelle Gerber • Manuela Kammermann • Nicole Loosli • Sibylle Peronino • Andrea Rieder • Cornelia Riesen • Franziska Riesen • Anja Schneiter • Milena Vögeli[9]
- EM 2009: Katherine Arnold • Luzia Betschart • Angelica Bucher • Georgia Bucher • Martina Gisler • Silvia Häflinger • Cornelia Meyer Weber • Jacqueline Ruesch • Florine Schmidt • Marianne van Weezenbeek[10]
- EM 2011: Patricia Arnet • Anne-Caroline Binder • Rahel Frey • Karin Kurzbein • Cornelia Meyer Weber • Sabrina Mourino • Jacqueline Ruesch • Tamara Schläpfer • Jasmin Siegrist[11]
- EM 2013: Patricia Arnet • Katherine Arnold • Laura Calchini • Melanie Engel • Silvia Häflinger • Sereina Käppeli • Karin Kurzbein • Nadine Lustenberger • Claudia Schoch • Marianne van Weezenbeek[12]
- EM 2015: Sabrina Amrein • Gianna Calchini • Laura Calchini • Melanie Engel • Xenia Hodel • Jennifer Jaun • Carla Kramis • Nadja Spaar • Marianne van Weezenbeek • Livia Wey[13]
- EM 2017: Laura Calchini • Angela Crameri • Melanie Engel • Eliane Estermann • Jennifer Jaun • Carla Kramis • Nicole Odermatt • Marianne van Weezenbeek • Chantal Wegmüller • Livia Wey[14]
- EM 2019: Corinne Brändle (TW) • Laura Calchini • Angela Crameri • Giuliana Crippa • Melanie Engel • Eliane Estermann • Lena Fischer • Karin Kurzbein • Tina Mauthe • Antonia Rakaric • Liv Rusert • Claudia Schoch (TW)[15]
- ECS 2022: Corinne Brändle (TW) • Angela Crameri • Luana Eberhard • Eliane Estermann • Corine Koch • Tina Mauthe • Silja Alessandra Mützenberg • Monja Richner • Romina Scherrer • Annik Naomi Schneider • Lea van Weezenbeek[16]

## Trainer
| Cheftrainer - 2006: Rosmarie Jimeno - 2007: Philipp Oltmanns - 2009: Bert Evers - 2011: Monika Naprstek - 2013: Ursula Käppeli - 2015: FloArno Huber - 2017: Tamara Schaepfer - seit 2019: Manuela Strebel | Co-Trainer/in - 2006: Susanne Peyer - 2007: Karen Frey - 2009: Kurt Pohle - 2011: Ursula Hiltmann - 2013: Martina Gisler - 2015: Roman Schmidt - 2017: Alessandro Crippa - seit 2019: Marianne van Weezenbeek |